# CRISPRa
CRISPRa (von CRISPR activation) ist eine biochemische Methode zur Erzeugung von Transkriptionsfaktoren mit bestimmbarer DNA-Zielsequenz.

## Eigenschaften

Basenpaarung zwischen der sgRNA und Zielsequenz

CRISPRa basiert – wie auch die CRISPR/Cas-Methode und CRISPRi – auf einem antiviralen Abwehrmechanismus in Bakterien, dem CRISPR. CRISPRa verwendet einen RNA-Proteinkomplex, der an eine DNA-Sequenz binden kann und dort eine Genexpression gewünschter Gene einleiten kann. Dabei wird die Eigenschaft von Cas9 mit einer sgRNA genutzt, an eine gewünschte DNA-Sequenz zu binden. Da Cas9 mit sgRNA natürlicherweise auch die gebundene DNA schneidet, wird eine Mutante von Cas9 namens dCas9 (von dead Cas9) verwendet, die keine DNA mehr schneiden kann, weil die Endonukleasefunktion für beide DNA-Stränge durch bestimmte Punktmutationen (D10A und H840A) deaktiviert ist. In eukaryotischen Zellen wird dCas9 mit einem Kernlokalisierungssignal verwendet, damit dCas9 in den Zellkern importiert wird. dCas9 wird für CRISPRa mit einem Transkriptionsfaktor kombiniert, dabei entsteht ein Fusionsprotein aus dCas9 und Transkriptionsfaktor - entweder N- oder C-terminal. Der Anteil des Transkriptionsfaktors bindet weitere Proteine, die für eine Genexpression notwendig sind.
Die Zielsequenz, die beim CRISPRa gebunden wird, benötigt ein Protospacer adjacent Motif, damit dCas9 bindet. Daneben muss die sgRNA eine zur Zielsequenz revers-komplementäre Sequenz aufweisen, damit eine Bindung durch Basenpaarung zwischen sgRNA und Zielsequenz erfolgen kann. Weiterhin sollte sichergestellt sein, dass die sgRNA nur an die gewünschte Zielsequenz bindet, und nicht an anderen identischen oder sehr ähnlichen Zielsequenzen im verwendeten Organismus. Die Zielsequenz wird oftmals in einem Promotor-Bereich gelegt, um den Transkriptionsfaktor in die Nähe eines Gens zu bringen. Gelegentlich werden gleichzeitig verschiedene Zielsequenzen und Transkriptionsfaktoren verwendet, um die Genexpression zu verstärken.
CRISPRa wird für das gezielte Aktivieren von Genen, wie beispielsweise zur Änderung der Zelldifferenzierung (einschließlich der Erzeugung von induzierten pluripotenten Stammzellen), für Hochdurchsatz-Screening von Genen und für die Überexpression von Proteinen verwendet. Dabei wird die sgRNA und das Fusionsprotein (aus dCas9 und Transkriptionsfaktor) durch ein Plasmid oder einen viralen Vektor codiert und in Zellen eingebracht. Durch Verwendung dieser beiden Varianten in Kombination mit einem induzierbaren Promotor kann die Genexpression zeitlich gesteuert werden.

## Typen

### In Eukaryoten
In Eukaryoten, genauer in Zellkulturen der Fruchtfliege, der Hausmaus und des Menschen werden als Transkriptionsfaktoren P64-p65-Rta, SAM (Synergistic activation mediator) und SunTag verwendet. Die Zielsequenz sollte 50 bis 500 Nukleotide vor dem zu aktivierenden Gen liegen.

#### VP64-p65-Rta

dCas9-VP64-p65-Rta

Das VP64-p65-Rta (auch VPR) verwendet dCas9 und sgRNA im Zusammenhang mit den drei Transkriptionsfaktoren Vp64, p65 und Rta in Serie am C-Terminus von dCas9. Durch die Verwendung von drei Transkriptionsfaktoren wird die Genexpression im Vergleich zu nur einem verstärkt. Durch die Verwendung von verschiedenen sgRNA können mehrere Zielsequenzen und somit auch verschiedene Gene innerhalb einer Zelle aktiviert werden.

#### Synergistic activation mediator

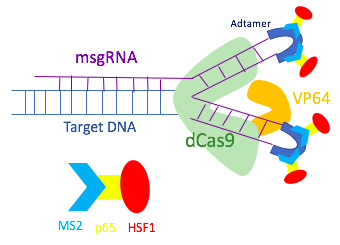
dCas-SAM

Der Synergistic activation mediator (SAM) verwendet die drei Transkriptionsfaktoren MS2, p65 und HSF1. In der dabei verwendeten sgRNA befinden sich in der tetra loop und der stem loop 2 Aptamere zur Bindung von MS2, sodass MS2-Dimere gebildet werden. Das MS2 ist ein Fusionsprotein mit p65 und HSF1.

#### SunTag

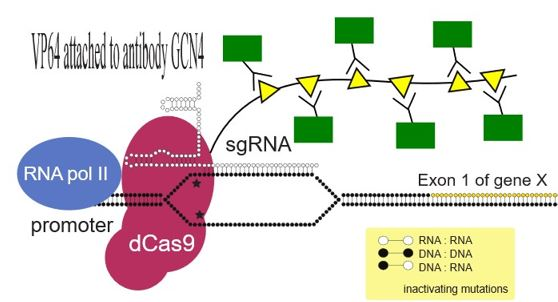
SunTag

Das SunTag ist ein repetitives Epitop (10-fach), das an ein modifiziertes dCas9 fusioniert wurde und mehrere scFv-Fragment mit dem Transkriptionsfaktor VP-64 bindet. Damit die scFv-Fragmente in den Zellkern transportiert werden, werden sie mit einem Kernlokalisierungssignal modifiziert.

### In Prokaryoten
In Prokaryoten werden CRISPRa-Varianten verwendet, die an σ70- oder σ54-abhängigen Promotoren die Genexpression einleiten. Bei der Verwendung von σ54-abhängigen Promotoren als Zielsequenz wurde eine bis zu 1000-fache Verstärkung der Genexpression und einen 70-fachen Unterschied von korrekter Bindung im Vergleich zu einer Basenfehlpaarung der Bindung an die Zielsequenz beschrieben.